# Výkon
Výkon je skalární fyzikální veličina, která vyjadřuje množství práce vykonané za jednotku času.
Rozlišuje se průměrný výkon, který se vztahuje k určitému časovému intervalu, a okamžitý výkon, který se vztahuje k určitému časovému okamžiku.
Množství energie spotřebované za jednotku času se označuje jako příkon.
Vzájemný poměr výkonu a příkonu vyjadřuje poměrnou fyzikální veličinu nazývanou účinnost, která se často vyjadřuje v procentech (poměr násobený 100).

## Značení
- Označení veličiny: P  z anglického power
- Jednotka SI: watt (= J·s−1), značka jednotky: W
- Další jednotky: koňská síla, kalorie za sekundu

## Výpočet
- Průměrný výkon je podílem celkové práce W a doby t, za kterou byla práce vykonána, tzn.

{\displaystyle P_{s}={\frac {W}{t}}}
- Okamžitý výkon získáme jako derivaci práce podle času, tzn.

{\displaystyle P={\frac {\mathrm {d} W}{\mathrm {d} t}}}

## Teorie systémů
Pro účely modelování výkonově kauzálních systémů se zavedly pojmy úsilí a tok, kde součin jejich veličin má být přímo výkon. Obecně však taková funkce musí mít totální diferenciál, jinak je potřeba ještě další faktor k přenásobení.

## Mechanický výkon
Mechanický výkon je mechanická práce vykonaná za jednotku času. Stroj, který má větší výkon, vykoná za stejný čas více práce.
Pro výpočet výkonu P během práce, při které působí stálá síla F působící na těleso pohybující se stálou rychlostí v, platí:
{\displaystyle P={\frac {\mathrm {d} W}{\mathrm {d} t}}={\frac {\mathbf {F} \cdot \mathrm {d} s}{\mathrm {d} t}}=\mathbf {F} \cdot \mathbf {v} =Fv\cos \alpha =F_{t}v},
kde {\displaystyle F_{t}} označuje složku síly ve směru pohybu (tečná složka síly) a {\displaystyle \alpha } je úhel mezi vektorem rychlosti a vektorem působící síly.
V případě rotačního pohybu (M je moment síly, ϖ je úhlová rychlost) lze získat vztah
{\displaystyle P={M}\cdot {\omega }}

## Elektrický výkon
Stejnosměrný elektrický výkon se spočítá jako součin napětí a proudu, což plyne z toho, že změnu práce lze vyjádřit jako změnu elektrického náboje při daném napětí, tzn. {\displaystyle \Delta W=U\Delta Q=UI\Delta t}, odkud získáme
{\displaystyle P={\frac {\mathrm {d} W}{\mathrm {d} t}}=U{\frac {\mathrm {d} Q}{\mathrm {d} t}}=U\cdot I={I}^{2}\cdot {R}={\frac {U^{2}}{R}}}
kde Q je elektrický náboj, U je napětí a I je proud.
U střídavého výkonu je výpočet složitější, protože závisí kromě velikosti napětí a proudu také na tvaru signálu a vzájemném fázovém posuvu napětí a proudu. Proto se do výpočtu přidává násobení členem cos {\displaystyle {\phi }}, což je tzv. účiník.

## Starší jednotky
Dříve se pro udávání výkonu používala jednotka koňská síla – zkratka k (kůň) nebo HP (z anglického "horsepower"). Dnes přežívá v udávání výkonu spalovacích motorů, správnější je ovšem použití jednotky kilowatt. Existuje více definic, tzv. metrická koňská síla (1 HP) odpovídá přibližně 735 W.